# Dancing in Your Head(s)
Dancing in Your Head(s) ist ein Jazzalbum des Orchestre National de Jazz, das seit 2019 vom Komponisten Frédéric Maurin geleitet wird. Die am 7. Juni 2019 im Kesselhaus Berlin im Rahmen des Festivals Jazzdor Strasbourg/Berlin entstandenen Aufnahmen erschienen am 31. August 2020 auf ONJ Records.

## Hintergrund
Die Musik auf diesem Album stammt ausschließlich von Ornette Coleman und seinen Zeitgenossen Julius Hemphill und Eric Dolphy. Neben der 15-köpfigen Kernband ist der amerikanische Saxophonist Tim Berne bei mehreren Titeln zu Gast.
Es ist die Aufzeichnung des Live-Konzerts, das den Beginn von Frédéric Maurins Amtszeit als künstlerischem Leiter des ONJ markierte. Für das Programm „Dancing in Your Head(s)“ engagierte Frédéric Maurin den Arrangeur Fred Pallem von Le Sacre du Tympan, der aus Anlass des Festivals Jazzdor Strasbourg–Berlin 2019 Stücke und Stimmung des gleichnamigen Ornette-Coleman-Albums von 1977 für das ONJ arrangieren sollte.

## Titelliste
- Orchestre National de Jazz: Dancing in Your Head(s) (ONJ RECORDS 474444)[1]

1. Feet Music 4:27
2. Jump Street 4:29
3. City Living 2:14
4. Good Old Days 7:39
5. Something Sweet, Something Tender (Eric Dolphy) 7:16
6. Dogon A.D. (Julius Hemphill) 12:15
7. Lonely Woman 10:35
8. Kathelin Gray 4:02
9. Theme from a Symphony 8:52

Wenn nicht anders vermerkt, stammen die Kompositionen von Ornette Coleman.

## Rezeption
Der Stil erinnert den Kritiker Peter Slavid (London Jazz News) manchmal an einige der großartigen Carla-Bley-Bands, mit heftigen Improvisationen auf [der Basis] komplexer Riffs. Neben Colemans früheren Werken wie „Lonely Woman“ stammten einige der besten Tracks aus der Zeit mit der sehr funkigen Prime Time. In „Theme from a Symphony“ (aus Colemans Album „Dancing in Your Head“) scheine die einfache Achttonmelodie sowohl Solisten als auch Arrangeuren viel Freiheit zu geben. Hervorhebenswert seien auch Julius Hemphills „Dogon A.D.“ und Eric Dolphys „Something Sweet, Something Tender“, eine Ballade mit einem großartigen Posaunensolo von Daniel Zimmermann und einigen köstlichen Klangfarben im Arrangement. Dies sei das beste Big-Band-Album, das man wohl dieses Jahr zu hören bekomme.
Die Suche Colemans im Jahr 1977, zwischen Gnawa, Fusion und Free Jazz das Harmolodische zu entdecken, werde mit großem Ensemble zu einer „intellektuell überbordenden Orgie orchestraler Fülle“, meinte Ralf Dombrowski. Von der Vorlage Colemans sei wenig übrig, dafür lasse Maurin als Einstand seiner Arbeitsphase mit dem französischen Profiklanglabor Colemans Kompositionen zu einer Dichte anschwellen, die im Konzerterleben von der Bühnenenergie profitiere, auf Tonträgern aber wenig transparent und überladen wirke.